# Salar Punta Negra
El Salar Punta Negra es un salar ubicado en la Región de Antofagasta, al sur del Salar de Atacama, en una depresión tectónica entre la cordillera de Domeyko y la cordillera de los Andes y se caracteriza por grandes variaciones morfológicas, climatológicas y geológicas. Es asimismo la base de equilibrio de una cuenca endorreica a la que da su nombre.
No debe ser confundido con la cuenca endorreica Puntas Negras ubicada en la Puna de Atacama, al norte del cordón de Puntas Negras.: 27 
El volcán Llullaillaco pone fin a su cuenca por el este con una altura de 6800 m de altura. Las precipitaciones, casi desconocidas en la Cordillera de Domeyko, alcanzan a 250 mm/año en la Cordillera de los Andes. La superficie del salar es una costra de sal (yeso y halita) con pocas y pequeñas lagunas someras.
Sus características morfométricas y climatológicas más relevantes son:: II-243 
- altura de salar: 2945 m
- superficie de la cuenca: 4263 km²
- superficie del salar: 250 km²
- superficie de las lagunas 0,1 - 0,2 km²
- precipitaciones: 50 mm/año (salar) - 250 mm/año (cuenca oriental)
- evaporación potencial: 2000 mm/año (salar)
- temperatura media: 10 °C (salar)

## Hidrografía
El salar recibe desde el sur aguas del río Frío. Por el oriente le llegan los ríos las Zorras, Las Zorritas, El Salto, Cachiyuyo, Llullaillaco, La Barda, Tocomar y Barrancas Blancas.: 11 
La Minera Escondida extrae agua desde 48 pozos cercanos a este salar para ser usados en la obtención de cobre a partir del mineral extraído de la mina. También la misma firma se abastece con abducciones desde Mouturaqui, y desde dos sectores en que fluye agua de la mina, Hamburgo y Desagüe Mina.

Esquema del funcionamiento de la mina Escondida. Fuente: Dafne Celis Sepúlveda.

## Historia
Las aguas del salar eran extraídas por la compañía Minera Escondida para sus procesos productivos, pero en el 2017 la empresa cesó las extracciones.
Luis Risopatrón lo describe en su Diccionario Geográfico de Chile (1924):: 714 
Punta Negra (Salar de). Tiene 48.575 hectáreas de estensión i se encuentra a unos 2960 m de altitud, al N del río Frío; por su superficie corren aguas saladas, pero se ha hallado gran cantidad de agua de mui buena calidad, en pozos escavados hácia el E, por la salitrera Augusta Victoria. Se ha estraido de él sal común, que se ha transportado en carretas a la costa. En la orilla S hai una veguita con un pequeño ojo de agua mui salobre i al pie del morro de Punta Negra, hai también una veguita mala, con agua salobre; se hallan pajonales en el lado E i en la parte SW se ha cavado un pozo de 2 m de hondura, que da agua mui salobre, la que sin embargo beben los animales.